# Функция распределения (статистическая физика)
Функция статистического распределения (функция распределения в статистической физике) —
плотность вероятности в фазовом пространстве.
Одно из основополагающих понятий статистической физики. Знание функции распределения полностью определяет вероятностные свойства рассматриваемой системы.
Механическое состояние любой системы однозначно определяется координатами {\displaystyle q_{i}} и импульсами {\displaystyle p_{i}} её частиц (i=1,2,…, d; d — число степеней свободы системы). Набор величин {\displaystyle q\equiv \left\{q_{i}\right\}} и {\displaystyle p\equiv \left\{p_{i}\right\}} образуют фазовое пространство.

## Полная функция статистического распределения
Вероятность нахождения системы в элементе фазового пространства {\displaystyle \mathrm {d} q\,\mathrm {d} p\equiv \prod \limits _{i}\mathrm {d} q_{i}\,\mathrm {d} p_{i}}, с точкой (q, p) внутри, даётся формулой:
{\displaystyle \mathrm {d} \omega =\rho \!\left(t,q,p\right)\mathrm {d} q\,\mathrm {d} p\qquad (1)}
Функцию {\displaystyle \rho \!\left(t,q,p\right)} называют полной функцией статистического распределения (или просто функцией распределения). Фактически она представляет собой плотность изображающих точек в фазовом пространстве.
Функция {\displaystyle \rho \!\left(t,q,p\right)} удовлетворяет условию нормировки:
{\displaystyle \int {\rho \!\left(t,q,p\right)\,\mathrm {d} q\,\mathrm {d} p}=1,\qquad (2)}
причём интеграл берётся по всему фазовому пространству. В соответствующем механике случае система находится в определённом микроскопическом состоянии, то есть обладает заданными {\displaystyle {q}^{(0)}\equiv \left\{{q_{i}}^{(0)}\right\}} и {\displaystyle {p}^{(0)}\equiv \left\{{p_{i}}^{(0)}\right\}}, и тогда
{\displaystyle \rho \!\left(q,p\right)=\delta \!\left(q-q^{(0)}\right)\,\delta \!\left(p-p^{(0)}\right),}
где {\displaystyle \delta \!\left(q-q^{(0)}\right)\delta \!\left(p-p^{(0)}\right)\equiv \prod \limits _{i}\delta \!\left(q_{i}-{q_{i}}^{(0)}\right)\delta \!\left(p_{i}-{p_{i}}^{(0)}\right)} (δ — функция Дирака).
Помимо самих вероятностей различных микроскопических состояний, функция {\displaystyle \rho \!\left(t,q,p\right)} позволяет найти среднее статистическое значение любой физической величины {\displaystyle F\!\left(t,q,p\right)} — функции фазовых переменных q и p:
{\displaystyle \left\langle {\hat {F}}\right\rangle =\int {{\hat {F}}\,{\hat {\rho }}\,\mathrm {d} q\,\mathrm {d} p},}
где «крышечка» означает зависимость от фазовых переменных, а скобка — статистическое усреднение.
Разобьём систему на малые, но макроскопические подсистемы. Можно утверждать о статистической независимости таких подсистем вследствие их слабого взаимодействия с окружением (во взаимодействии с окружением принимают участие лишь частицы, близкие к границе подсистемы; в случае макроскопичности подсистемы их число мало по сравнению с полным числом её частиц). Статистическая независимость подсистем приводит к следующему результату для функции распределения
{\displaystyle \rho \!\left(t,q,p\right)=\prod \limits _{n}\rho ^{(n)}\!\!\left(t,q^{(n)},p^{(n)}\right)\qquad (3)}
Индекс n относится к n-й подсистеме. Каждую из функций {\displaystyle \rho ^{(n)}\!\left(t,q^{(n)},p^{(n)}\right)} можно считать нормированной в соответствии с условием (2). При этом автоматически будет нормирована и функция {\displaystyle \rho }. Понятие о статистической независимости является приближенным. Приближенным в свою очередь является и равенство (3): оно не учитывает корреляции частиц, принадлежащих различным подсистемам. Существенно, однако, что в обычных физических условиях корреляции быстро ослабевают по мере удаления частиц (или групп частиц) друг от друга. Для системы существует характерный параметр — радиус корреляций, вне которого частицы ведут себя статистически независимо. В подсистемах макроскопических размеров подавляющее число частиц одной подсистемы лежит вне радиуса корреляций от частиц другой, и по отношению к этим частицам равенство (3) справедливо.
Математически задание полной функции распределения {\displaystyle \rho \!\left(t,q,p\right)} равносильно заданию бесконечного числа независимых величин — её значений на континууме точек фазового пространства колоссальной размерности 2d (для макроскопических систем d ~ {\displaystyle N_{A}}, где {\displaystyle N_{A}} — число Авогадро).

## Неполное описание
В более реальном случае неполного измерения становятся известны вероятности значений или даже средние значения лишь некоторых физических величин {\displaystyle {\hat {A}}\equiv \left\{{\hat {A}}_{m}\right\}}. Число их обычно бывает много меньше размерности фазового пространства системы. Функция распределения вероятностей {\displaystyle \rho \!\left(A\right)} значений {\displaystyle A} дается равенством
{\displaystyle \rho \!\left(A\right)=\int {\mathrm {d} q\,\mathrm {d} p\,\delta \!\left(A-{\hat {A}}\right)\rho \!\left(q,p\right)},}
где {\displaystyle \delta \!\left(A-{\hat {A}}\right)\equiv \prod \limits _{m}\delta \!\left(A_{m}-{\hat {A}}_{m}\right)}. Функция распределения {\displaystyle \rho \!\left(A\right)} может быть названа неполной. Очевидно, она позволяет найти вероятности значений лишь физических величин {\displaystyle {\hat {f}}\equiv f\!\left({\hat {A}}\right)} , зависимость которых от фазовых переменных осуществляется через {\displaystyle {\hat {A}}} . Для таких же величин она позволяет найти и средние значения:
{\displaystyle \left\langle {\hat {f}}\right\rangle =\int {\mathrm {d} A\,f\!\left(A\right)\,\rho \!\left(A\right)},}
где {\displaystyle \mathrm {d} A\equiv \prod \limits _{m}\mathrm {d} A_{m}} и интегрирование ведется по всем возможным значениям {\displaystyle A}. Конечно, средние значения {\displaystyle \left\langle {\hat {f}}\right\rangle } величин {\displaystyle {\hat {f}}} можно было бы найти с помощью полной функции распределения {\displaystyle \rho \!\left(t,q,p\right)}, если бы она была известна.
Для функции {\displaystyle \rho \!\left(A\right)} так же, как и для полной функции распределения, справедливо условие нормировки:
{\displaystyle \int {\mathrm {d} A\,\rho \!\left(A\right)}=1}
Описание системы с помощью функции {\displaystyle \rho \!\left(A\right)} называется неполным описанием. Конкретными примерами служат описание с помощью функции распределения координат и импульсов отдельных частиц системы или описание с помощью средних значений масс, импульсов и энергий отдельных подсистем всей системы.

## Временная эволюция функции распределения
Временная эволюция функции распределения подчиняется уравнению Лиувилля:
{\displaystyle {\frac {\partial {\hat {\rho }}\!\left(t\right)}{\partial t}}+i\,L_{t}\,{\hat {\rho }}\!\left(t\right)=0,\qquad (4)}
где {\displaystyle L_{t}} — оператор Лиувилля, действующий в пространстве фазовых функций:
{\displaystyle L_{t}\,\cdot \equiv -i\left\{{\hat {H}}_{t},\cdot \right\}\equiv -i\sum \limits _{j}\left({\frac {\partial {\hat {H}}_{t}}{\partial p_{j}}}{\frac {\partial }{\partial q_{j}}}-{\frac {\partial {\hat {H}}_{t}}{\partial q_{j}}}{\frac {\partial }{\partial p_{j}}}\right)},
{\displaystyle {\hat {H}}_{t}} — функция Гамильтона системы. В случае, когда оператор Лиувилля не зависит от времени ({\displaystyle L_{t}=L}), решение уравнения (4) имеет вид
{\displaystyle {\hat {\rho }}\!\left(t\right)=e^{-itL}{\hat {\rho }}\!\left(0\right)\qquad (5)}
Чтобы использовать (5) для фактического построения решения, нужно знать собственные функции {\displaystyle {\hat {\psi }}^{(n)}} и собственные значения {\displaystyle L^{(n)}} оператора {\displaystyle L}.
Пользуясь полнотой и ортонормированностью {\displaystyle {\hat {\psi }}^{(n)}}, напишем:
{\displaystyle {\hat {\rho }}\!\left(0\right)=\sum \limits _{n}c_{n}{\hat {\psi }}^{(n)}},
где {\displaystyle c_{n}=\left({\hat {\psi }}^{(n)},{\hat {\rho }}\!\left(0\right)\right)} (спектр предполагается дискретным). В итоге получим
{\displaystyle {\hat {\rho }}\!\left(t\right)=\sum \limits _{n}e^{-i\cdot t\cdot L^{(n)}}c_{n}\,{\hat {\psi }}^{(n)}}